# Bérénice (port)
Pour les articles homonymes, voir Bérénice.
Bérénice (Berenike) ou Berenice Troglodycta (en grec : Βερενίκη), ou encore Baranis et aujourd'hui connue sous le nom de Medinet el-Haras, est un ancien port égyptien sur la mer Rouge, fondé vers 260 avant notre ère par Ptolémée II Philadelphe, qui le nomma ainsi en hommage à sa mère Bérénice Ire.

## Toponymie
Berenice Troglodycta est l'une des trois villes consacrées par Ptolémée II à sa mère Bérénice Ire avec Bérénice Epidire et Bérénice Pancrisia.
Dans la géographie gréco-romaine, le nom « troglodycta » désignait le littoral de la mer Rouge côté africain, ainsi qu'une partie de l'arrière-pays.

## Histoire
C'était à l'origine un port d'intérêt stratégique sur la mer Rouge, où étaient débarqués les éléphants destinés à l'armée royale. Initialement, les éléphants étaient importés d'Inde mais la guerre avec les Séleucides en avait interdit le commerce. Les éléphants africains provenaient de la région occupée maintenant par le Soudan, l’Érythrée et l’Éthiopie, ils étaient transportés dans des bateaux spéciaux appelés elephantagoi.
Les éléphants étaient capturés à proximité d'Adulis, arrivaient par mer à Bereniké, traversaient le désert jusqu'à Apollinopolis (Edfou) puis remontaient le Nil. Ptolémée IV importa ainsi soixante-treize éléphants qu'il fit combattre contre le roi séleucide Antiochos III et ses éléphants indiens à la bataille de Raphia, en 217 avant notre ère.
Durant la période romaine, le port reçoit des épices, de la myrrhe, de l'encens, des perles et des textiles qui sont transportés à travers le désert oriental vers la vallée du Nil, Alexandrie puis Rome.
Ce port déclina au Ier siècle avant notre ère, le grand port égyptien de la région étant Myos Hormos (Quseir al-Quadim), plus au nord. Si Bérénice constituait un abri plus sûr, son port était cependant d’un accès périlleux et difficile, nécessitant de passer à travers de nombreux bancs de sable et de corail.
Bérénice connut un regain d'activité vers la fin du Ier siècle, avec le développement du commerce vers l'Inde et l'accroissement de la taille des navires marchands. L'empereur Hadrien avait fait construire, en 137, une route la reliant à Antinoupolis, située sur le Nil, appelée la via nova Hadriana.
Après la période romaine, Berenike aurait été contrôlé par les Blemmyes.
Les archéologues du Berenike Projekt ayant fouillé le site estiment qu'il fut habité jusqu'au VIe siècle mais que ses plus grandes périodes d'activité furent les Ier et IIe siècles, le IVe siècle et le début du Ve siècle.

## Recherches et découvertes archéologiques

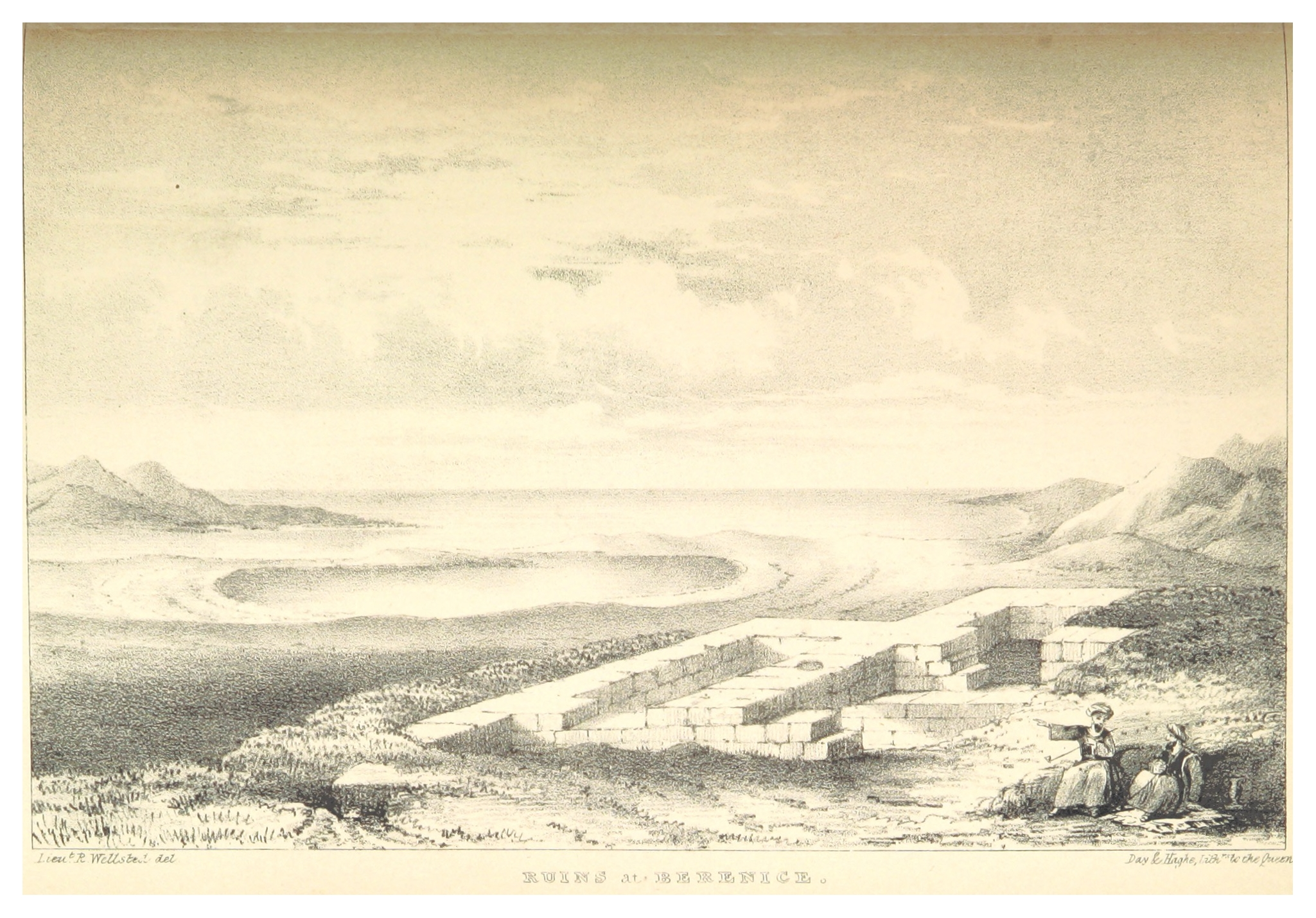
Vue de Bérénice par James Raymond Wellsted en 1838

Le premier édifice étudié sur le site fut le temple de Sarapis fouillé par Belzoni en 1818 puis par Wilkinson durant les années 1830. Durant ces mêmes années 1830, Wellsted réalisa le plan du site et de son milliers de maisons.
Le projet archéologique « Berenike » (de l'ancien nom grec) est mené conjointement par l'université du Delaware et le Centre polonais d'archéologie méditerranéenne (PCMA) durant vingt-cinq années de 1994 à 2020. L'équipe d'archéologues est dirigée par Steven Sidebotham (université du Delaware) et Iwona Zych (PCMA).
Des récipients finement décorés en verre et en céramique furent découverts, leur présence est continue pour toutes les époques d'occupation du site.
Les habitations étaient construites de blocs de coraux et de gypse mêlés à des briques d'adobe. Leur intérieur était décoré de riches tapisseries. Certaines possédaient des murs et des sols revêtus de marbre provenant d'Asie mineure.
La nourriture était importée de la vallée du Nil distante de trois-cent-cinquante kilomètres.
Les archéologues ont fait de remarquables découvertes, décrites dans l'American Journal of Archaeology d'octobre 2022 : un complexe religieux daté entre le IVe et le VIe siècle de notre ère, dénommé le « sanctuaire du faucon » par les chercheurs.

### Le «sanctuaire du faucon»
Dans l'un des bâtiments du complexe nord de la ville de Bérénice, les scientifiques ont identifié un petit temple égyptien traditionnel de l'époque des Blemmyes où étaient disposés les restes d'une quinzaine de faucons accompagnés d'œufs. Une étrange inscription a également été déchiffrée : « Il est inapproprié de faire bouillir une tête ici ».
Le professeur Joan Oller Guzmán qui a dirigé les recherches déclare dans un communiqué « Les découvertes matérielles sont particulièrement remarquables et comprennent des offrandes telles que des harpons, des statues en forme de cube et une stèle avec des indications liées à des activités religieuses ». Autant d'éléments qui, d'après les archéologues, indiquent que le temple servait aux Blemmyes pour des activités rituelles, mélangeant leurs traditions et celles égyptiennes. Les experts suggèrent qu'elles pourraient d'ailleurs être liées au culte du dieu Khonsou— et non au dieu Horus à tête de faucon, comme il pourrait être supposé —.